# Klenze-Gymnasium München

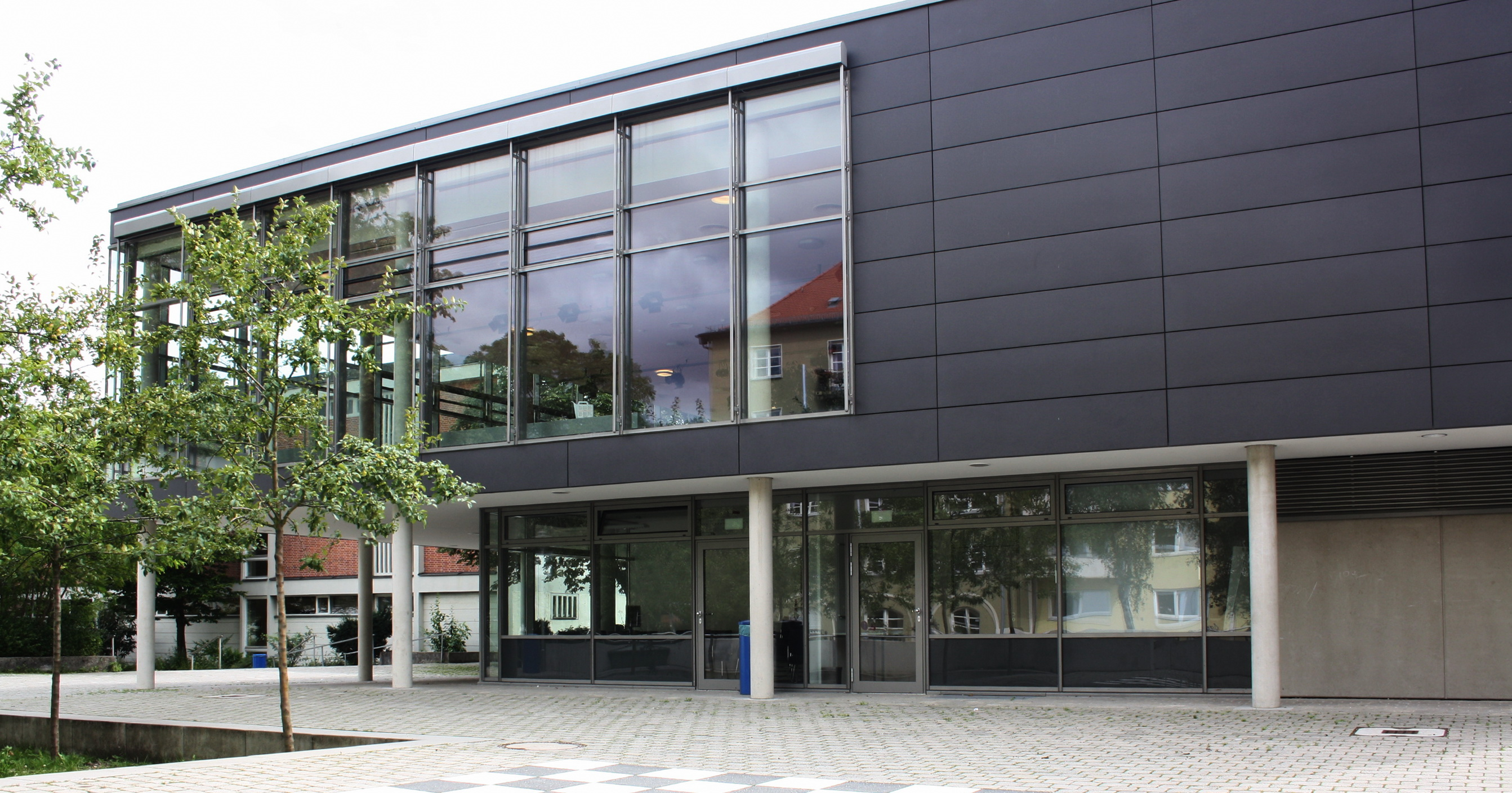
Mensa

Das Klenze-Gymnasium München (kurz: KLG) ist ein naturwissenschaftlich-technologisches Gymnasium im Münchner Stadtbezirk Sendling.

## Geschichte
Die Schule wurde 1921 als Kreisoberrealschule III in der Klenzestraße gegründet und nach dieser benannt (siehe auch: Leo von Klenze). Bei den Luftangriffen auf München im März und November 1944 wurde die Schule völlig zerstört. Die Schüler wurden auf anderen Münchner Schulen beziehungsweise in einem Heim in Bayerisch Gmain untergebracht.
Ab 1946 war die Schule Gast im Gebäude des Theresien-Gymnasiums, bis die damals Klenze-Oberrealschule genannte Schule 1961 in den Neubau in der Wackersberger Straße einziehen konnte (geplant von Alexander von Branca). 1965 wurde die Oberrealschule in Klenze-Gymnasium umbenannt und mit einem mathematisch-naturwissenschaftlichen sowie einem neusprachlichen Zweig geführt.
Wegen der extrem hohen Schülerzahl wurde der sprachliche Zweig 1970 als eigenständiges Dante-Gymnasium in der Nachbarschaft angesiedelt, und das Klenze-Gymnasium wurde in ein rein mathematisch-naturwissenschaftliches Gymnasium umgewandelt.
Erste Fremdsprache ist Englisch, gefolgt von Latein oder Französisch. Durch die Zusammenarbeit mit dem benachbarten Dante-Gymnasium können in der Oberstufe bilinguale Kurse besucht werden als Voraussetzung für die zusätzliche, am Dante-Gymnasium durchgeführte Prüfung des Abibac parallel zum Abitur.
Im Sommer 2007 wurde am Klenze-Gymnasium zusammen mit dem Dante-Gymnasium eine Mensa für die Versorgung der Schüler gebaut. Die erste Nutzung erfolgte am 18. Februar 2008. Die Einweihung war am 15. Februar 2008. Seit einiger Zeit besuchen auch Schüler der Maria-Probst-Realschule diese Einrichtung.
Bis 2016 beherbergte das Klenze-Gymnasium die Dienststelle des Ministerialbeauftragten für die Gymnasien in Oberbayern-West. Der Ministerialbeauftragte übt – im Auftrag des Bayerischen Staatsministeriums für Unterricht und Kultus – die Schulaufsicht über die etwa 80 Gymnasien im Aufsichtsbezirk aus.
Seit Ende 2021 wird für die Schule ein neuer Pavillon und eine Dreifach-Turnhalle gebaut, diese werden wahrscheinlich 2025 fertig sein.Und ab dem Schuljahr 2025/26 für Schülerinnen und Schüler zugänglich sein

### Entwicklung der Schüler- und Lehrkräfte-Zahlen
| Schuljahr | Schülerinnen und Schüler | Lehrkräfte |
| --------- | ------------------------ | ---------- |
| 2023/24   | 995                      | 80         |
| 2022/23   | 1049                     | 81         |
| 2021/22   | 1037                     | 103        |
| 2018/19   | 980                      | 70         |
| 2016/17   | 908                      | 71         |
| 2010/11   | 950                      | 80         |
| 2009/10   | 1000                     | 92         |
| 1989/90   | 620                      | ?          |
| 1960/61   | 1200                     | ?          |

## Freunde des Klenze-Gymnasiums
Seit November 1991 unterstützt der Verein der Freunde des Klenze-Gymnasiums e. V., der aus ehemaligen Schülern und Lehrern sowie Eltern und Lehrern der jetzigen Schüler besteht, das Klenze-Gymnasium München materiell und ideell. Viele sonst für die Schule nicht finanzierbare Anschaffungen konnten dank der „Freunde“ in den vergangenen Jahren getätigt werden, zuletzt die Leihinstrumente für die Streicherklasse, schülergerechte Fagotte und die Instandsetzung der Instrumente für die Bläserklasse. Auch als Kooperationspartner für die Hausaufgabenbetreuung ist der Verein sehr wichtig; zudem unterstützt er die Schule bei der Suche nach externen Ansprechpartnern für die P-Seminare in der Oberstufe und organisiert den Informationsaustausch mit Ehemaligen.

## Partnerschulen
- Lycée Alphonse Benoît in L’Isle-sur-la-Sorgue Frankreich (seit 1989)[5]
- YuXin-Schule China (seit 2000)[5]

## Wahlfächer
- Unterstufenchor (5.–7. Klasse)
- großer Chor (8.–12. Klasse)
- Big Band (10.–12. Klasse)
- Junior Big Band (ab 7. Klasse)
- Orchester (ab 8. Klasse)
- Kammermusik (8.–12. Klasse)
- Instrumentalunterricht (gebührenpflichtig) für Geige, Bratsche, Cello, Kontrabass,
- Instrumentalunterricht für Querflöte, Klarinette, Oboe, Saxophaon, Posaune, Horn, Trompete, Tuba
- Theater (mehrere Gruppen; 6.–11. Klasse)
- Schulsanitätsdienst (8.–12. Klasse)
- Chinesisch (auch als spätbeginnende Fremdsprache)
- Individuelle Förderung in den Kernfächern in der Mittelstufe
- Klenze-Reporter (7.–12. Klasse)
- Kreatives Schreiben (5.–12. Klasse)
- Streitschlichter
- Tischtennisschulmannschaft
- Sägewerk
- Wandmalerei (5.–12. Klasse)
- Bühnenbild/Kunst (6.–12. Klasse)
- Technik (6.–10. Klasse)
- Film (5.–12. Klasse)
- Debatte und Rhetorik (10. Klasse)
- Neugriechisch (ab 8. Klasse)
- Fahrradwerkstatt (5.–12. Klasse)
- Terraristik (6.–10. Klasse)
- Psychologie (9. Klasse)
- klenze4future (5.–12. Klasse)
- Schach (5.–11. Klasse)
- Physical Computing (ab 9. Klasse)

## Bekannte ehemalige Schüler
- Andreas Ammer (* 1960), Journalist und Hörspielmacher, Abitur 1979
- Ali N. Askin (* 1962), Musiker und Komponist
- Corbinian Böhm (* 1966), Künstler, Schüler von 1985 bis 1986
- Wolfgang-Michael Franz (* 1959), Arzt und Forscher, Abitur 1977
- François Goeske (* 1989), Schauspieler
- Dietmar Hamann (* 1973), Fußballspieler und -trainer, Schüler von 1982 bis 1989
- Michael Kunze (* 1943), ehem. Maximilianeer, Liedtexter, Schriftsteller und Librettist
- Wolfgang Lanzenberger (* 1959), Regisseur, Kameramann und Autor, Abitur 1979
- Helmut Panke (* 1946), Physiker und Manager, Abitur 1966
- Gerd Rubenbauer (* 1948), Sportjournalist und Fernsehmoderator, Abitur 1967
- Wolfgang Schleich (* 1957), Physiker, Abitur 1976
- Stefan Storr (* 1968), Jurist und Rechtsprofessor, Schüler von 1978 bis 1987
- Rüdiger Wagner (1939–2007), Schriftsteller und Lehrer, ehemaliger stellvertretender Schulleiter des Klenze-Gymnasiums, Abitur 1958
- Götz Weidner (* 1942), Szenenbildner